# フランク・スキナー
フランク・スキナー（Frank Skinner、1897年12月31日 - 1968年10月8日）は、アメリカ合衆国の作曲家、編曲家。

## 略歴
イリノイ州メレドシア出身。シカゴ音楽大学で学んだ後、ヴォードヴィルの編曲の仕事についた。1925年にニューヨークに行き、10年間で2000曲近くのポピュラーソングの編曲にたずさわった。1936年にハリウッドに行き、最初にメトロ・ゴールドウィン・メイヤーの音楽部門で、後にユニバーサル映画の音楽部門で活動した。30年間の活動期間の中で音楽を担当した映画は200本にのぼる。アカデミー作曲賞を受賞することはできなかったが、5回ノミネートされた。

## 主な映画音楽作品
- フランケンシュタインの復活 Son of Frankenstein (1939年)
- 砂塵 Destry Rides Again (1939年)
- 焔の女 The Flame of New Orleans (1941年)
- 裏街 Back Street (1941年)
- 逃走迷路 Saboteur (1942年)
- 卵と私 The Egg and I (1947年)
- 凸凹フランケンシュタインの巻 Abbott and Costello Meet Frankenstein (1948年)
- ハーヴェイ Harvey (1950年)
- 遠い国 The Far Country (1954年)
- 心のともしび Magnificent Obsession (1954年)
- 天はすべて許し給う All That Heaven Allows (1955年)
- 風と共に散る Written on the Wind (1956年)
- 千の顔を持つ男 Man of a Thousand Faces (1957年)
- 翼に賭ける命 The Tarnished Angel (1957年)
- 悲しみは空の彼方に Imitation of Life (1959年)
- ニューマンという男 Captain Newman, M.D. (1963年)
- シェナンドー河 Shenandoah (1965年)
- 母の旅路 Madame X (1966年)
- シェラマドレの決斗 The Appaloosa (1966年)